# Doaneomyia
Doaneomyia is een ondergeslacht van het geslacht van insecten Dicranomyia binnen de familie steltmuggen (Limoniidae).

## Soorten
- D. (Doaneomyia) altitarsis (Edwards, 1927)
- D. (Doaneomyia) caledoniensis (Alexander, 1948)
- D. (Doaneomyia) deprivata (Alexander, 1948)
- D. (Doaneomyia) fijicola (Alexander, 1953)
- D. (Doaneomyia) pampangensis (Alexander, 1931)
- D. (Doaneomyia) tahitiensis (Alexander, 1921)